# دنباله‌دار شومیکر–لوی ۹
دنباله‌دار شومیکر-لِوی ۹ (به انگلیسی: Comet Shoemaker–Levy 9) با نام رسمی تعیین شده
(D/1993 F2) دنباله‌داری بود که در سال ۱۹۹۴ با سیارهٔ مشتری برخورد کرد. این برخورد، نخستین مشاهدهٔ مستقیم یک برخورد خارج از سیارهٔ زمین در منظومهٔ خورشیدی بود. این رویداد تحت پوشش رسانه‌ای گسترده‌ای قرار گرفت و ستاره‌شناسان سراسر دنیا توانستند آن را مستقیماً مشاهده کنند. برخورد دنباله‌دار شومیکر-لوی ۹ با مشتری، آگاهی‌های تازه‌ای از سیارهٔ مشتری و نقش آن در کاهش زباله‌های فضایی در فضای داخلی منظومهٔ خورشیدی ارائه کرد. دنباله‌دار شومیکر-لوی ۹، توسط ۳ ستاره‌شناس به نام‌های کارولین شومیکر و ایوجین م. شومیکر و دیوید اچ. لِوی کشف شد.
در ژوئیهٔ ۱۹۹۲، مدار شومیکر-لوی ۹ وارد حد روش مشتری شد و نیروی کشندی مشتری موجب تکه‌تکه شدن این دنباله‌دار گشت. از این پس، شومیکر لوی ۹ به صورت رشته‌ای از قطعات جدا از هم که قطر بزرگ‌ترین آن‌ها ۲ کیلومتر بود دیده می‌شد. این قطعات در طی روزهای ۱۶ تا ۲۲ ژوئیه، با سرعتی نزدیک به ۶۰ کیلومتر بر ثانیه، به نیمکرهٔ جنوبی مشتری برخورد کردند. اثرات روشن این برخوردها از لکهٔ سرخ بزرگ هم آسان‌تر دیده می‌شد و تا چند ماه پس از برخورد نیز دیده می‌شد.

## واژه‌نامه
1. ↑  Carolyn S. Shoemaker
2. ↑  Eugene Merle Shoemaker
3. ↑  David_H._Levy